# Лейлестан
Лейлестан (перс. لیلستان‎) — село на севере Ирана, в остане Альборз. Входит в состав шахрестана Кередж. Является частью дехестана (сельского округа) Адеран бахша Асара.

## География
Село находится в северо-восточной части Альборза, в горной местности южной части Эльбурса, на расстоянии приблизительно 24 километров к северо-северо-востоку (NNE) от Кереджа, административного центра провинции. Абсолютная высота — 2368 метров над уровнем моря.

## Население
По данным переписи 2006 года население села составляло 284 человека (147 мужчин и 137 женщин). В Лейлестане насчитывалось 73 домохозяйства. Уровень грамотности населения составлял 83,1 %. Уровень грамотности среди мужчин составлял 84,35 %, среди женщин — 81,75 %.